# Uyun al-Wadi
Đừng nhầm lẫn với Wadi al-Uyun.
Uyun al-Wadi (tiếng Ả Rập: عيون الوادي, cũng đánh vần Oyoun Alwadi) là một ngôi làng ở phía bắc Syria nằm về phía tây bắc của Homs thuộc tỉnh Homs. Nó nằm ở phía tây Mashta al-Helu. Theo Cục Thống kê Trung ương Syria, Uyun al-Wadi có dân số 772 người trong cuộc điều tra dân số năm 2004. Cư dân của nó chủ yếu là Kitô hữu Chính thống Hy Lạp.